# Peng Mingzhi
Peng Mingzhi (chiń. 彭明治; ur. 1905, zm. 1993) – chiński dyplomata.
Uczył się w Wojskowej Akademii Whampoa. Mianowany pierwszym ambasadorem Chińskiej Republiki Ludowej w Warszawie. 20 lipca 1950 roku złożył listy uwierzytelniające prezydentowi Bolesławowi Bierutowi. Pełnił tę funkcję do kwietnia 1952 roku.